# Thulehuset, Sveavägen

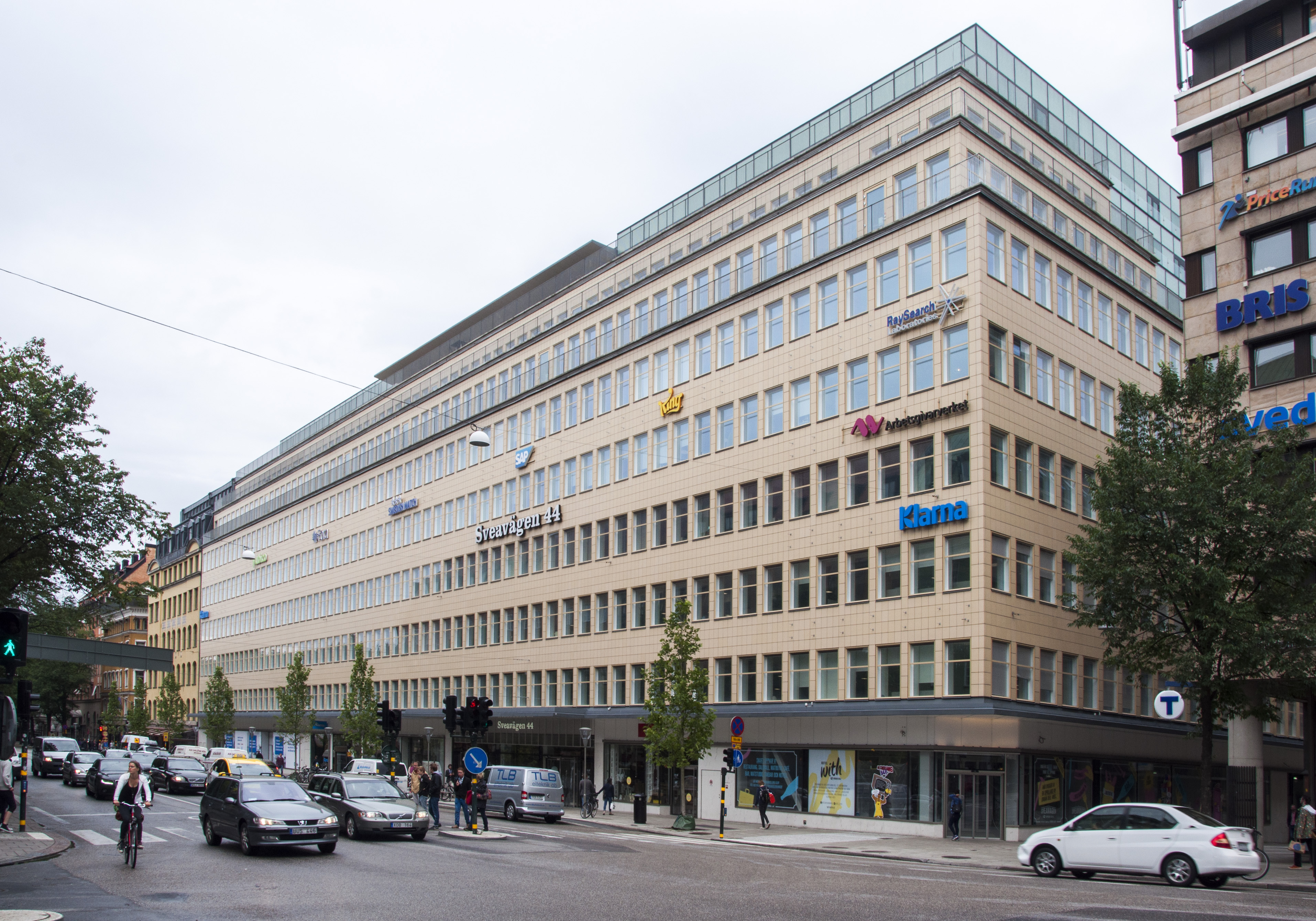
Thulehuset / Skandiahuset vid Sveavägen 44, 2015.

Thulehuset, även Skandiahuset och Sveavägen 44, är en kontorsbyggnad på Sveavägen i stadsdelen Norrmalm i centrala Stockholm. Det funktionalistiska huset uppfördes 1938-42 som huvudkontor för Thulebolagen, och nyttjades därefter av Skandia fram till 2010 då man flyttade till Gångaren 11 på Kungsholmen.

## Historik

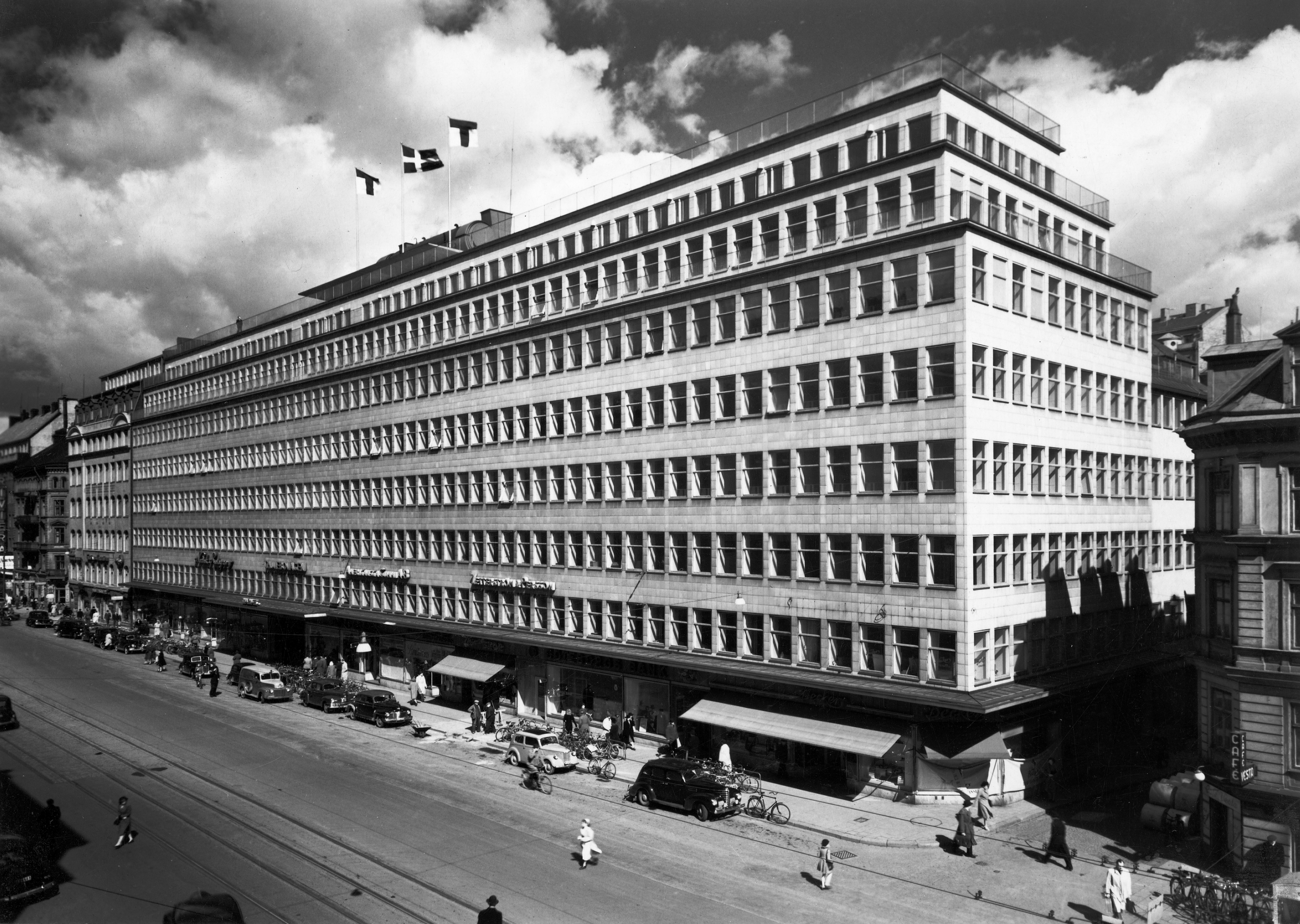
Thulehuset på 1940-talet.

Thulebolagen hade bildats 1932 då Lifförsäkrings AB Thule förvärvat aktierna i sakförsäkringsbolagen Brad-Victoria, Norrland och Skandinavien. För resandet av ett gemensamt huvudkontor förvärvade man tomter i kvarteret Träsket mellan Sveavägen och Luntmakargatan. Här låg sedan tidigare Ljunglöfs snusfabrik såväl som Ljunglöfs hem med den Ljunglöfska salongen samt Pro Patrias barnbördshus, vilka revs för att lämna plats åt kontorshuset som uppfördes åren 1938-42.
Arkitekten Gustaf Clason projekterade det nio våningar höga huset, vilket från början var tänkt att uppta hela kvarteret. När det stod färdigt ansågs huset vara det mest rationella i landet. Arbetsplatstyperna var noggrant utformade för respektive ändamål och under fönstren löpte ett transportband för brev mellan de olika avdelningarna. De funktionalistiska kraven på arbetsplatserna går igen i husets exteriör, där fönsteraxlarna på 1,5 meter i det 123 meter långa huset avståndet anpassats efter möbleringen med 70 cm bord och 80 cm mellanrum. Planlösningen var flexibel med flyttbara mellanväggar och glasväggar. Fasaden kläddes med gula glaserade stengodsplattor från Rakodurfabriken i Tjeckoslovakien. Clason lät två översta våningarna trappa av.
Åren 1954-61 tillkom huskroppen i sju våningar mot Luntmakargatan, även den ritad av Clason. 1966 gjordes en stor invändig ombyggnad för Skandia, då med Alfreds & Larsén arkitektkontor som arkitekter.
År 1963 slogs Thulebolagen ihop med Skandia och fick den senares namn under Pehr Gyllenhammar d.ä. ledning. Bolaget huserade på Sveavägen fram till 2010 då de 1300 anställda flyttade till Gångaren 11 på Kungsholmen.

### Ombyggnad av kvarteret 2011–2014

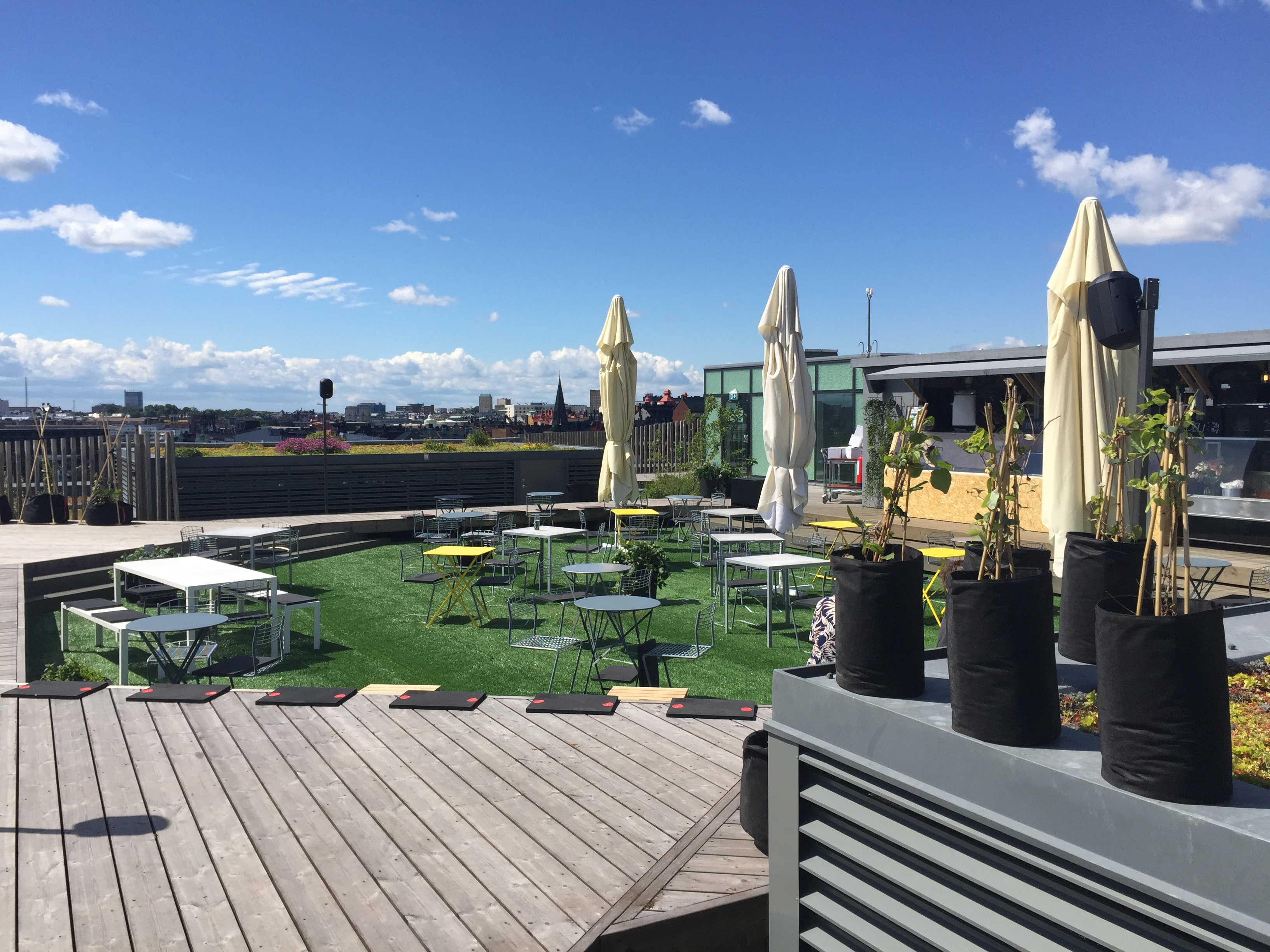
Takterrassen

I samband med Skandias flytt byggde fastighetsägaren Diligentia om kvarteret Träsket med Thulehuset och den gamla flickskolan Athenum för flickor. För ritningarna svarade Wingårdh arkitektkontor. Mellanväggar, de flesta bjälklag och 40 procent av stommen revs. Fasaden mot Sveavägen återskapades i nya material, medan nya byggnadskroppar uppfördes mot Luntmakargatan. Kvarteret rymmer idag kontor, hotell, saluhall och takterrass. Takterrassen ritades av Johan Paju på FOJAB arkitekter och blev en av nomineringarna till Sienapriset 2015.

## Händelser med anknytning till huset

### Norska utställningen 1943
Thulehuset var även lokal för Norska utställningen 1943 som arrangerades av den Svensk-norska föreningen.

### Sveriges motståndsrörelses mötesplats
Efter andra världskriget blev huset mötesplats för Sveriges motståndsrörelse som byggdes upp under kalla kriget i händelse av en ockupation. Thulebolagets VD Alvar Lindencrona hade tillsatts av den svenska regeringen för att leda motståndet. Lindencrona ansåg att huset var lämpligt på grund av dess många ingångar och underjordiska kulvertar till närliggande fastigheter, vilket skulle göra det svårt att bevaka. I huset hade organisationen också ett hemligt litet kontor med egen ingång från baksidan mot Luntmakargatan. Ännu vintern 2009 fanns spår av dörren som då sattes igen vid en renovering.

### Palmemordet
Byggnadens hörn mot Sveavägen/Tunnelgatan utgjorde platsen för mordet på Sveriges statsminister Olof Palme den 28 februari 1986, och det var platsen där den misstänkte, Stig Engström, kallad Skandiamannen, arbetade på mordkvällen.